# Franziska Nickel
Franziska Nickel (* 6. Juni 1978) ist eine ehemalige deutsche Fußballspielerin.

## Karriere
Nickel begann ihre Karriere beim Bundesligisten 1. FFC Turbine Potsdam (bis 1999 SSV Turbine Potsdam), ehe sie im Jahr 2001 für den W-League-Teilnehmer Chicago Cobras auflief. Zur Saison 2001/02 der Bundesliga kehrte sie wieder nach Potsdam zurück und feierte mit der Meisterschaft 2003/04, sowie dem Sieg im UEFA Women’s Cup ein Jahr später, ihre größten Erfolge. Nachdem sie in diesen beiden Spielzeiten zu jeweils nur noch einem Ligaeinsatz für Potsdam gekommen war, beendete sie ihre Karriere.

## Erfolge
- 2003/04: Gewinn der deutschen Meisterschaft
- 2004/05: Gewinn des UEFA Women’s Cup